# دوئی چیانگ دائو
دوئی چیانگ دائو (به لاتین: Doi Chiang Dao) یک کوه در تایلند است که در Chiang Dao واقع شده‌است. دوئی چیانگ دائو ۲٬۱۷۵ متر بالاتر از سطح دریا واقع شده‌است.